# Julio Díaz
Julio Díaz (Jiquilpan, 24 dicembre 1979) è un pugile messicano.
Soprannominato The Kid è stato campione IBF pesi leggeri. Ha un record di 36-6 (25 KO).
Diaz ha conquistato la corona IBF dei leggeri nel 2006 sconfiggendo Ricky Quilles e nuovamente nel febbraio 2007 vincendo per KO contro Jesús Chávez.
Ha perso la corona contro Juan Díaz dopo aver rifiutato di proseguire l'incontro, dominato dall'avversario.